# Eduardo Ordóñez
Eduardo Ordóñez Munguira (San Juan, 13 ottobre 1908 – San Juan, 6 marzo 1969) è stato un allenatore di calcio e calciatore portoricano, di ruolo centrocampista.
Con il Real Madrid vinse un campionato (1932-1933).

## Palmarès

### Club

#### Competizioni nazionali
- Campionato spagnolo: 1

Real Madrid: 1932-1933